# Przedecz (gemeente)
De gemeente Przedecz is een stad- en landgemeente in de Poolse woiwodschap Groot-Polen, in powiat Kolski.
De zetel van de gemeente is in Przedecz.
Op 30 juni 2006, telde de gemeente 4344 inwoners.

## Oppervlakte gegevens
In 2002 bedroeg de totale oppervlakte van gemeente Przedecz 76,52 km², waarvan:
- agrarisch gebied: 79%
- bossen: 14%

De gemeente beslaat 7,57% van de totale oppervlakte van de powiat.

## Demografie
Stand op 30 juni 2004:
| Omschrijving                   | Totaal | Totaal | Vrouwen | Vrouwen | Mannen | Mannen |
| ------------------------------ | ------ | ------ | ------- | ------- | ------ | ------ |
| eenheid                        | aantal | %      | aantal  | %       | aantal | %      |
| inwoners                       | 4327   | 100    | 2188    | 50,6    | 2139   | 49,4   |
| bevolkingsdichtheid (inw./km²) | 56,5   | 56,5   | 28,6    | 28,6    | 28     | 28     |

In 2002 bedroeg het gemiddelde inkomen per inwoner 1319,69 zł.

## Aangrenzende gemeenten
Babiak, Chodecz, Chodów, Dąbrowice, Izbica Kujawska, gmina Kłodawa